# Mohamed Duaij Mahorfi
Mohamed Duaij Mahorfi (9 maggio 1989) è un calciatore bahreinita, difensore dell'Al-Riffa e della Nazionale di calcio del Bahrain.

## Carriera

### Club
Ha sempre giocato nel campionato di casa.

### Nazionale
Ha esordito in Nazionale nel 2011.